# 打工皇帝
《打工皇帝》，是1985年上映的一部香港喜劇電影，由徐克執導，許冠傑、泰迪羅賓及徐克等主演。本片入圍第5屆香港電影金像獎最佳電影歌曲提名。

## 劇情大綱
阿忍（許冠傑	飾）、阿神（徐克 飾）與阿慶（泰迪羅賓 飾）因一次交通意外分別被公司開除。阿忍不想母親失望而騙說自己升職加薪。阿慶因無錢交房租而被迫投靠阿神，但不為阿神的同居女友June（梁韻蕊 飾）所接納，June更多次離家出走以示抗議，其後三人投身皇帝麵廠公司，該廠制度不健全而且對員工刻薄，引起工友團結抗議。

## 演員表
| 演員     | 角色     | 關係                                                                                    | 粵語配音 |
| 許冠傑   | 阿忍     | May 男友； 到中段因得悉 May 是董事長女兒而與 May 吵架，後復合                           | 許冠傑   |
| 泰迪羅賓 | 阿慶     |                                                                                         | 泰迪羅賓 |
| 徐克     | 阿神     | 阿 June 男友                                                                            | 林保全   |
| 王祖賢   | 阿 May   | 阿忍女友，董事長的女兒； 因發現主任眾人放火燒毀工場，而被眾人禁錮在房間內，後被阿忍救回 | 雷碧娜   |
| 關海山   | 蝦叔     | 工人                                                                                    | 張炳強   |
| 南紅     | Maria    | 阿忍之母                                                                                | 南紅     |
| 吳孟達   | 主任     | 放火燒毀麵工場，後被捕                                                                  | 黃志成   |
| 鮑漢琳   | 董事長   | 阿 May 父親，工廠老闆                                                                   | 金貴     |
| 梁潔芳   |          | 工人                                                                                    |          |
| 胡大為   | 工頭     | 放火燒毀麵工場，後被捕                                                                  | 胡大為   |
| 楊斯     |          |                                                                                         |          |
| 姚友雄   | 白骨精   | 阿神和阿慶足球隊隊員                                                                    |          |
| 沈威     | 廠長     | 主任表哥； 放火燒毀麵工場，後被捕                                                       |          |
| 梁韻蕊   | 阿 June  | 阿神女友                                                                                | 梁韻蕊   |
| 盧惠光   | 打拳富少 | 花錢請阿忍當自己練拳的拳靶子，卻反被其打倒                                              |          |
| 陸應康   | 交通警察 |                                                                                         |          |
| 田治義   | 司機     |                                                                                         |          |
| 方傑     | 拳擊教練 | 富少指導教練                                                                            |          |
| 左燕翎   | Billy    | 工廠會計，也是廠長女友； 患有健忘症時常忘記繳電費                                       |          |

## 電影歌曲
| 曲別   | 歌名           | 作曲   | 填詞   | 演唱者 |
| ------ | -------------- | ------ | ------ | ------ |
| 主題曲 | 〈最緊要好玩〉 | 許冠傑 | 林振強 | 許冠傑 |
| 插曲   | 〈心裡日記〉   | 許冠傑 | 林振強 | 許冠傑 |

## 獎項
| 年份 | 頒獎典禮            | 獎項         | 獲提名                                                | 結果 |
| ---- | ------------------- | ------------ | ----------------------------------------------------- | ---- |
| 1986 | 第5屆香港電影金像獎 | 最佳電影歌曲 | 〈最緊要好玩〉 主唱：許冠傑 作曲：許冠傑 填詞：林振強 | 提名 |

## 外部連結
- 香港影庫上《打工皇帝》的資料（繁體中文）
- 開眼電影網上《工人皇帝》的資料（繁體中文）
- 豆瓣电影上《打工皇帝》的資料 （简体中文）
- 时光网上《打工皇帝》的資料（简体中文）
- AllMovie上《打工皇帝》的资料（英文）
- 爛番茄上《打工皇帝》的資料（英文）
- 互联网电影数据库（IMDb）上《打工皇帝》的资料（英文）